# Šuľa
Šuľa (ungarisch Süllye) ist eine Gemeinde im Süden der Slowakei mit 73 Einwohnern (Stand 31. Dezember 2024). Sie gehört zum Okres Veľký Krtíš, einem Kreis des Banskobystrický kraj.

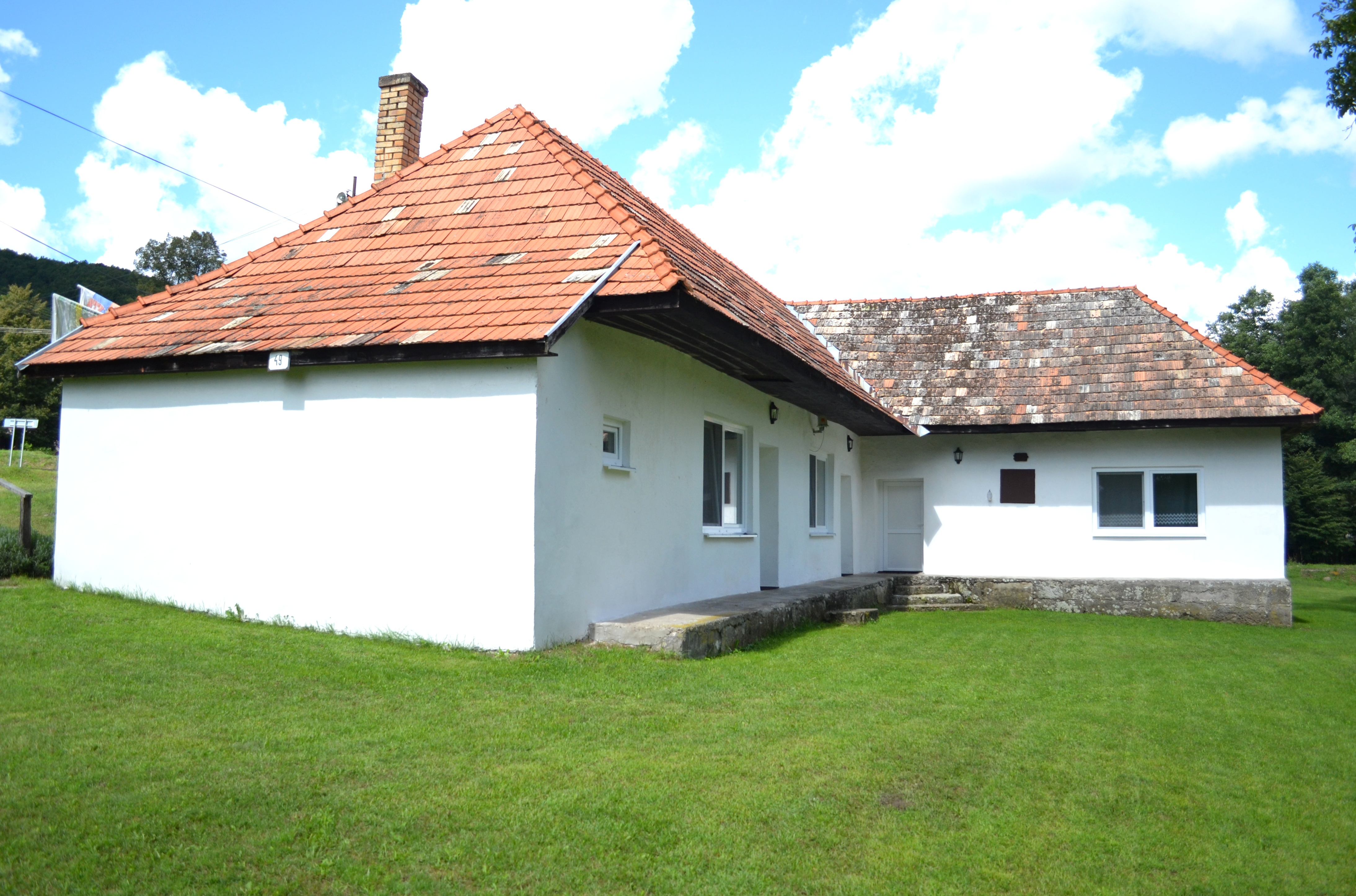
Gemeindeamt von Šuľa

## Geographie
Die Gemeinde befindet sich im Ostteil der Hochebene Krupinská planina im engen Tal des Flüsschens Tisovník, am Zusammenfluss mit dem linksufrigen Madačský potok. Das Ortszentrum liegt auf einer Höhe von 284 m n.m. und ist 25 Kilometer von Veľký Krtíš entfernt.
Nachbargemeinden sind Červeňany im Norden, Ábelová (Ortsteil Nedelište) im Nordosten, Lentvora im Osten, Senné (Ortsteil Príboj und Hauptort) im Süden und Veľký Lom im Westen.

## Geschichte
Šuľa wurde zum ersten Mal 1463 als Swlye schriftlich erwähnt und gehörte zuerst zur Herrschaft der Burg Šomoška, ab dem 17. Jahrhundert war sie zwischen den Herrschaften Blauenstein und Divín geteilt. 1828 zählte man 23 Häuser und 155 Einwohner, die in der wenig fruchtbaren Landwirtschaft beschäftigt waren, weiter als Fuhrmänner und Getreidehändler in den Bergstädten.
Bis 1918/1919 gehörte der im Komitat Neograd liegende Ort zum Königreich Ungarn und kam danach zur Tschechoslowakei beziehungsweise heute Slowakei. 

## Bevölkerung
| Jahr                | 1994 | 2004    | 2014     | 2024    |
| ------------------- | ---- | ------- | -------- | ------- |
| Anzahl der Personen | 87   | 89      | 76       | 73      |
| Unterschied         |      | +2,29 % | −14,60 % | −3,94 % |

| Jahr                | 2023 | 2024    |
| ------------------- | ---- | ------- |
| Anzahl der Personen | 74   | 73      |
| Unterschied         |      | −1,35 % |

Gemäß der Volkszählung 2011 wohnten in Šuľa 78 Einwohner, davon 74 Slowaken sowie jeweils ein Magyare und Tscheche. Zwei Einwohner machten keine Angabe zur Ethnie.
41 Einwohner bekannten sich zur Evangelischen Kirche A. B. und 27 Einwohner zur römisch-katholischen Kirche. Vier Einwohner waren konfessionslos und bei sechs Einwohnern wurde die Konfession nicht ermittelt.

## Verkehr
Durch Šuľa passiert die Straße 2. Ordnung 591 zwischen Vígľaš und Slovenské Kľačany (Anschluss an die Straße 1. Ordnung 75) beziehungsweise Dolná Strehová.